# Bacabs

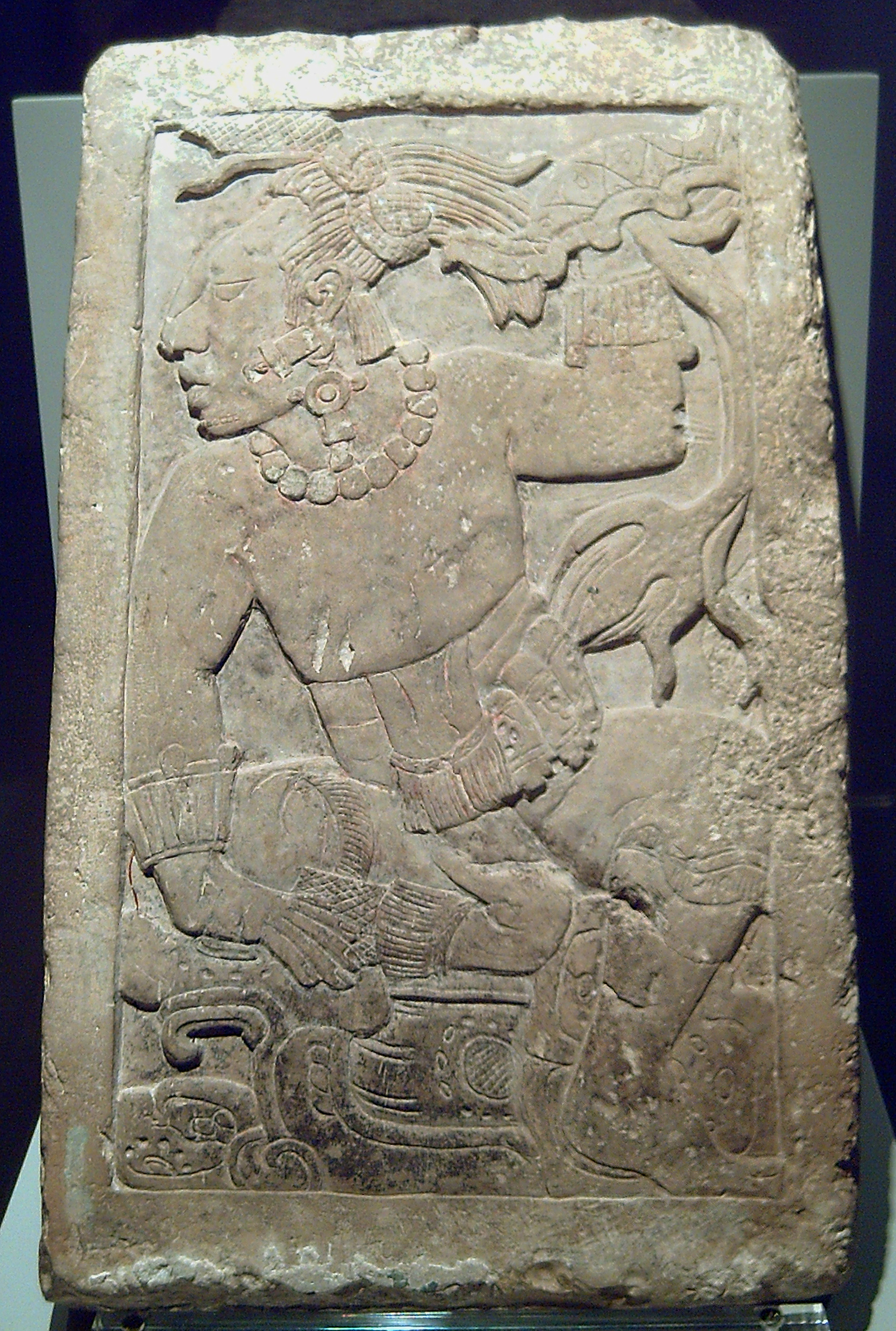
Tronstöd från Palenque som visar en ung man eller förfader som uppträder som en Bacab (Amerikamuseet, Madrid, Spanien).

Bacab var i den mexikanska Mayakulturens mytologi en av de fyra gudar som höll upp himlens fyra hörn. De var Itzamna och Ix Chels söner och blev på äldre dar ansvariga över Jordens inre och dess vattentillgångar. Bacaberna har även setts som senare motsvarigheter till Golfkustregionens liderliga, druckna gamla åskgudar.
En av skapargudarna hade placerat bröderna i var sitt av universums fyra hörn för den viktiga uppgiften att hålla himlavalvet på plats. På så vis hamnade de vid var sin av de fyra så kallade kardinalriktningarana, och blev därför var och en tilldelad en egen färg och var sitt specifika segment i mayakalendern:  
- Hobnil (senare ersatt av Chaac) - bacab i öster, står för rött och Kan-åren.
- Can Tzicnal - bacab i norr, står för vitt och Muluc-åren.
- Zac Cimi - bacab i väster, står för svart och Ix-åren.
- Hozanek - bacab i söder, står för gult och Cauac-åren.

Hänvisningar till Bacabs hitter man i 1600-talsbiskopen, bokbrännaren och historieskrivaren Diego de Landa och de olika maya-berättelserna som är kända som Chilam Balam.  Vid något tillfälle blev bröderna associerade med bilden av Chaac, Mayas regngud.  På Yucatán refererade Chan Kom-maya till himmelsbärarna som de fyra Chaacs.  Man trodde att de också var jaguargudar och hade anknytning till biodling.  Liksom många andra gudomar var Bacabs viktiga vid spådomsceremonier. Man vände sig till dem med frågor om grödor, vädret eller binas hälsa.

## Referenslitteratur
- Robert Redfield and Alfonso Villa Rojas,Chan Kom. Chicago University Press.
- Ralph L. Roys; The Book of Chilam Balam of Chumayel. Norman: University of Oklahoma Press.
- Ralph L. Roys; Ritual of the Bacabs: A Book of Maya Encantations. Norman: University of Oklahoma Press, Oklahoma (1965).
- Karl Taube; The Major Gods of Ancient Yucatan. Dumbarton Oaks (1992).
- J. Eric S. Thompson; The Bacabs: Their Portraits and Their Glyphs.
- A.M. Tozzer; Landa's Relación de las Cosas de Yucatan. A Translation.